# 月光 (岩崎宏美の曲)
「月光」（げっこう）は、1985年10月21日にリリースされた岩崎宏美の37枚目のシングル。ビクター音楽産業から発売された。

## 背景
表題曲は歌手としてメジャーデビューする前の久保田利伸が作曲を手がけている。本来は別の曲がA面となる予定であったが、久保田の「すごいぞ!テープ」に感銘を受けた岩崎が強く推してこの曲に変更となった。(本来の予定曲については不明)
曲名の読み方がネット上では ″つきあかり″ となっていることが多い。
B面曲の「クローズ・アップ」は、サティのピアノ曲「3つのジムノペディ」を意識した作品。

## 収録曲
- 両楽曲共に、作詞：松井五郎／編曲：奥慶一

1. 月光
作曲：久保田利伸
2. クローズアップ
作曲：奥慶一